# Santa Cruz (canton costaricien)
Pour les articles homonymes, voir Santa Cruz.

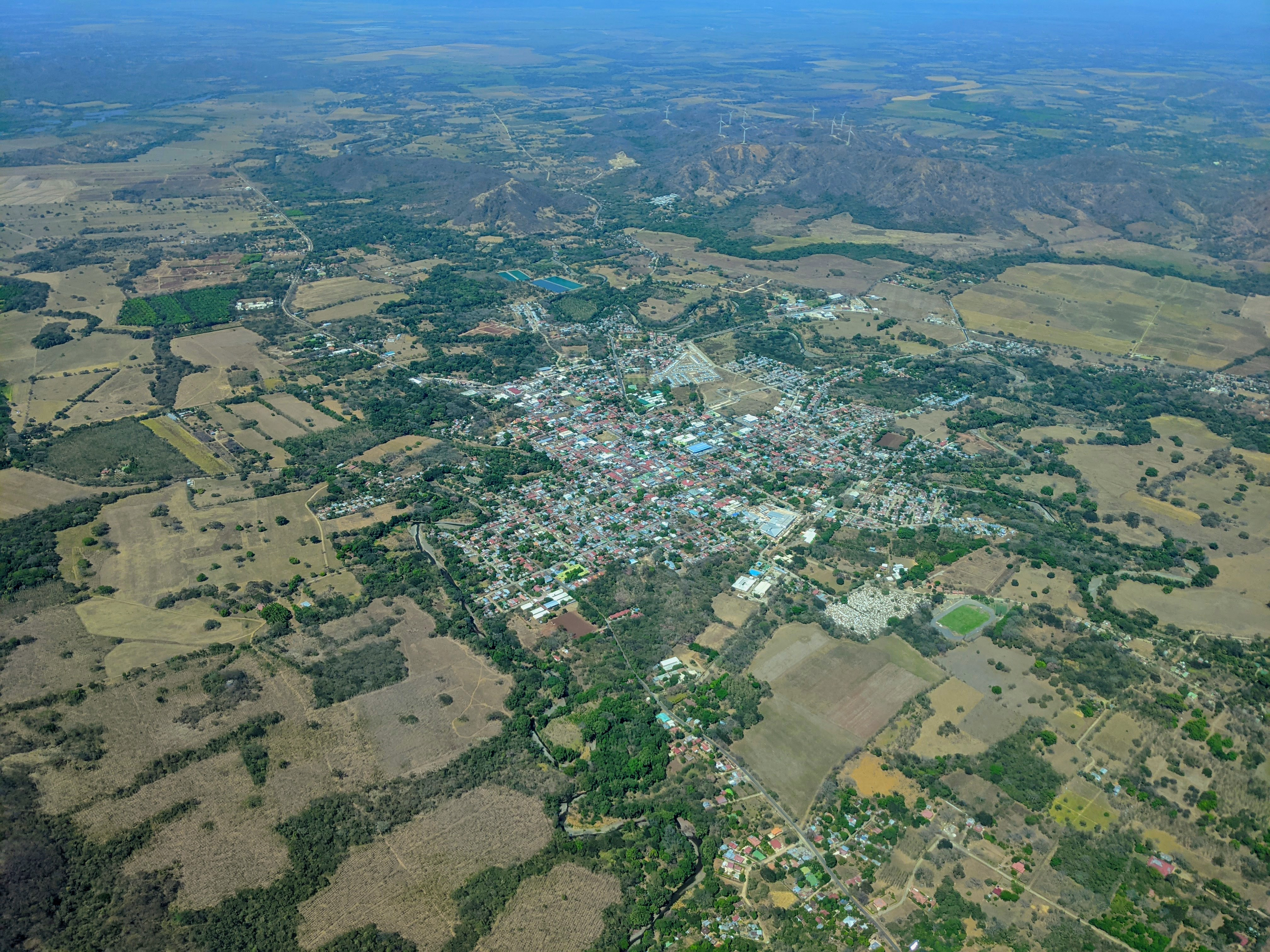
La commune de Santa Cruz, chef-lieu du canton de Santa Cruz.

Santa Cruz est un canton du Costa Rica, dans la province de Guanacaste, située à 30 km de la côte pacifique. Son chef-lieu est Santa Cruz. L'activité principale est l'agriculture, suivie du tourisme qui est localisée sur la côte majoritairement. L'élevage de bovins à viande et la culture du maïs constituent les principaux types d'exploitation.

## Culture
La tradition veut que tous les étés (de décembre à avril) se déroulent des fiestas, ou rodéos sur taureaux, extrêmement populaires dans la région de Guanacaste. Les fiestas les plus importantes sont les Fiestas Típicas de Santa Cruz qui se déroulent pendant une semaine du mois de janvier dans la ville de Santa Cruz, attirant des gens venant de tout le pays.